# Obryta
Obryta (niem. Groß Schönfeld) – wieś w Polsce położona w województwie zachodniopomorskim, w powiecie pyrzyckim, w gminie Warnice, przy drodze wojewódzkiej nr 106 Rzewnowo - Stargard - Pyrzyce.
We wsi był przystanek kolejowy Obryta.

## Historia
Niewielka wieś o średniowiecznym rodowodzie, położona w odległości 10 km na północny wschód od Pyrzyc obok linii kolejowej Pyrzyce - Stargard. Wzmiankowana po raz pierwszy w roku 1202 pod nazwą Wobrita, (Pommersches Urkundenbuch I, 106). Od XIII w. należała do cystersów z Kołbacza. Gotycki kościół zbudowany z kamienia i cegły w XV w., rozbudowany w 2. poł. XVIII w. i w 1845. Zniszczony w 1945 roku, odbudowany w 1994 r.
W czasie II wojny światowej Niemcy utworzyli we wsi podobóz pracy przymusowej obozu jenieckiego Stalag II D.
W latach 1954–1968 wieś należała i była siedzibą władz gromady Obryta, po jej zniesieniu w gromadzie Warnice.W latach 1975–1998 miejscowość administracyjnie należała do województwa szczecińskiego.